# Sphaerophoria ziminae
Sphaerophoria ziminae är en tvåvingeart som beskrevs av Mutin 1999. Sphaerophoria ziminae ingår i släktet sländblomflugor, och familjen blomflugor. Inga underarter finns listade i Catalogue of Life.